# Dryopteris raddeana
Dryopteris raddeana là một loài thực vật có mạch trong họ Dryopteridaceae. Loài này được Fomin miêu tả khoa học đầu tiên.